# Spa (fizioterapie)

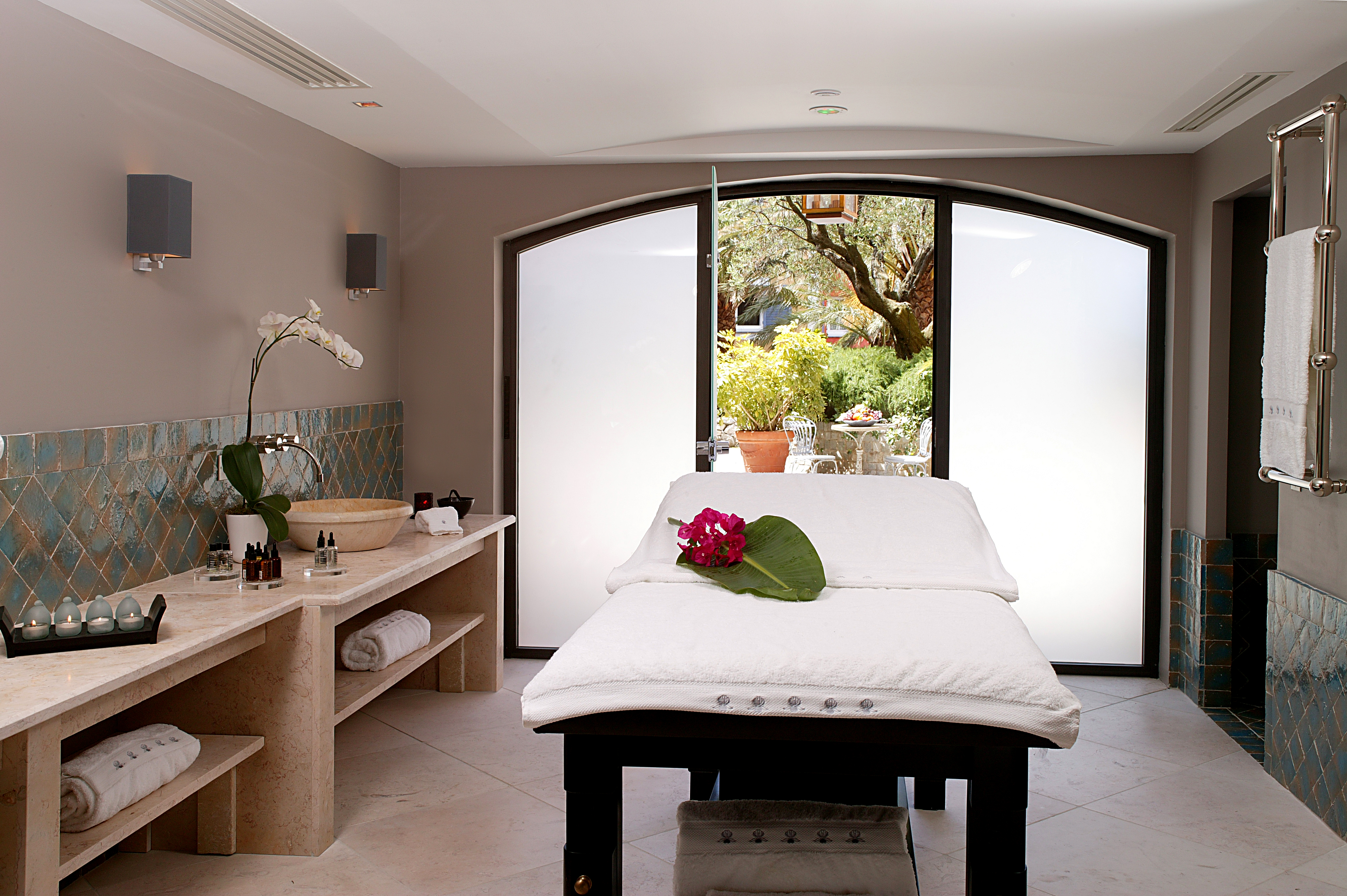
Spa la Hotelul Byblos, Saint-Tropez, Franța

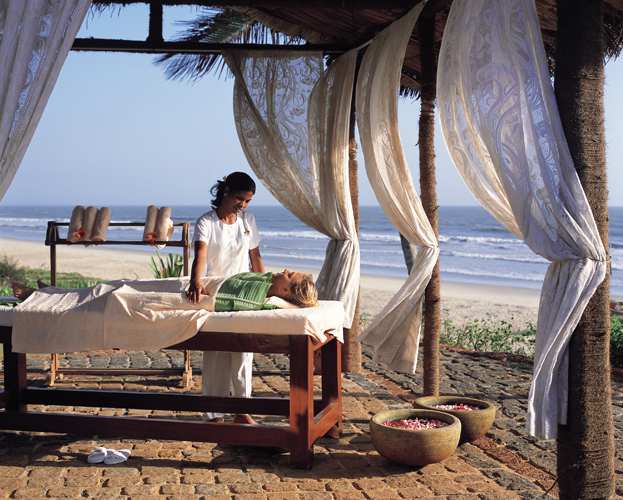
Spa la Hotelul Fort Aguada Beach Resort, Goa, India

Spa este o metodă de fizioterapie asociată cu apă. Uneori se face referire la astfel de concepte precum hidroterapia, balneoterapia, talasoterapia și chiar psamoterapia .
Stațiunile balneare sunt orașe care oferă tratamente cu ape minerale și marine, alge și săruri, nămol terapeutic și plante medicinale. Cele mai renumite stațiuni balneare europene sunt Vichy și Evian în Franța, Abano Terme în Italia și Spa în Belgia.
În prezent, multe hoteluri din lume au propriul spa. Există o industrie spa care oferă băi cu hidromasaj vizitatorilor.

## Originea cuvântului
Cuvântul «spa» provine din numele stațiunii belgiene Spa, care a câștigat faima în întreaga Europă datorită apei sale de vindecare. Cu timpul, cuvântul a devenit un cuvânt de uz casnic și a început să fie folosit pentru a se referi la proceduri balneologice sau la fenomene conexe.